# Forum Suarium
Le forum Suarium est un des forums romains de Rome dont l'existence n'est mentionnée qu'à partir de la fin du IIe siècle, une place réservée aux activités économiques et commerciales.

## Localisation
Sa fonction de grand marché de viande et l'espace nécessaire pour cette activité ont relégué l'établissement du forum à la périphérie de la ville, derrière les castra urbana, dans la partie nord du Champ de Mars, dans la Regio VII Via Lata augustéenne selon les Régionnaires,, non loin de l'actuelle Piazza Santi Apostoli.

## Fonction

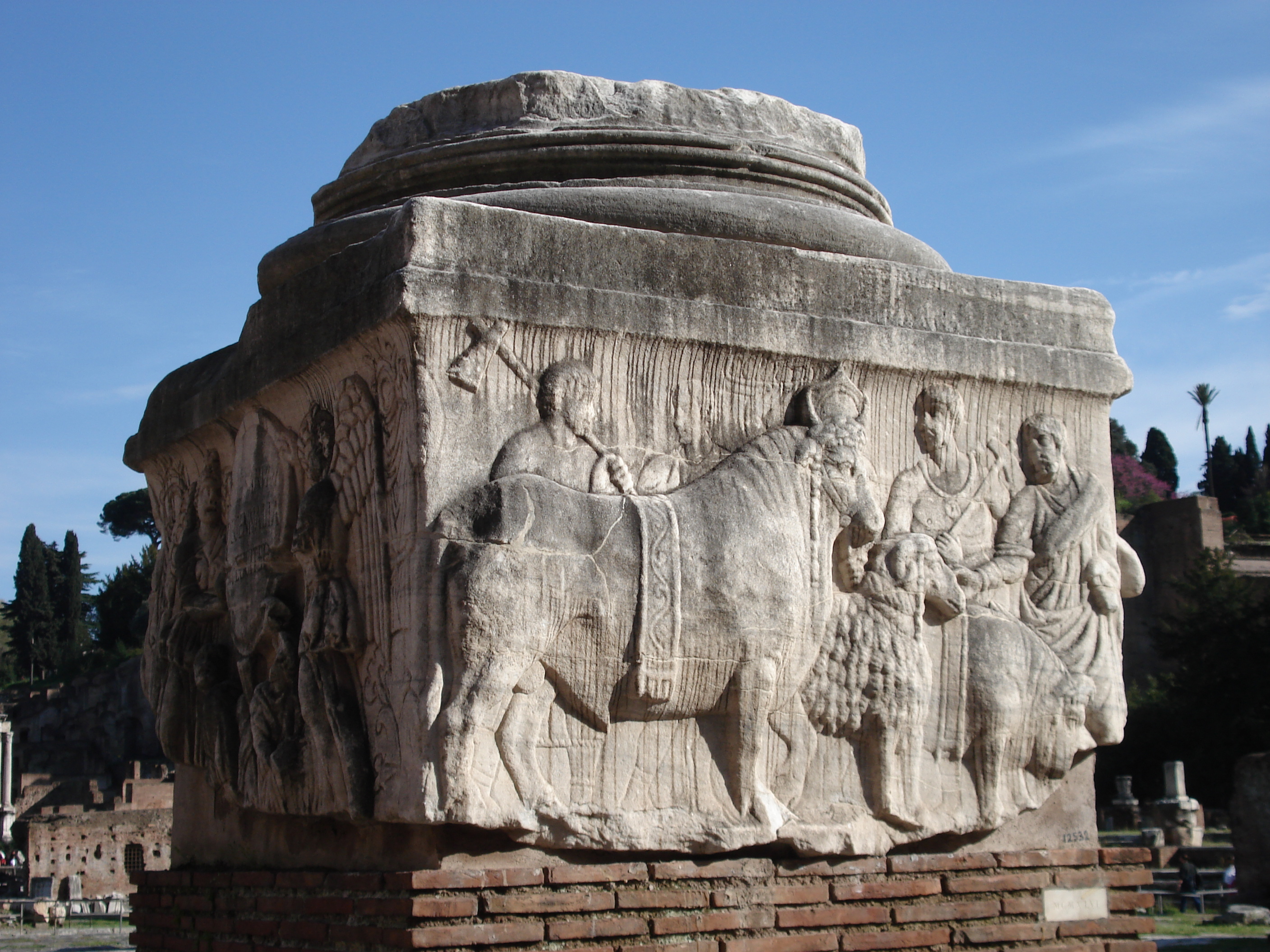
Scène de sacrifice d'animaux (suovetaurile), colonne décennale édifiée par Constance Chlore et Galère, 303 ap. J.-C.

Le forum Suarium est un marché réputé dans la Rome impériale pour la quantité de viande porcine et bovine qui y est vendue, au même titre que le Campus Pecuarius. La présence du marché s'est transmise du fait de deux inscriptions datées du début du IIe siècle et de documents plus tardifs. La place semble également être utilisée pour des ventes aux enchères (actores de Foro Suario),. En principe, l'administration du lieu est confiée au préfet de la Ville ou à un de ses subalternes, comme un tribun des cohortes urbaines, qui sont chargés de réguler les prix de vente de la viande. L'importance du marché grandit et atteint son apogée au IVe siècle.